# Once de Octubre
Once de Octubre es una localidad del Departamento Confluencia en la provincia del Neuquén, Argentina.

## Población
Cuenta con 236 habitantes (Indec, 2010), lo que representa un incremento del 14,56% frente a los 206 habitantes (Indec, 2001) del censo anterior.
| Gráfica de evolución demográfica de Once de Octubre entre 1991 y 2010 |
|                                                                       |
| Fuente: Censos nacionales del INDEC                                   |